# Babylon 5: Voices
Voces es el primer libro de la serie de novelas basadas en la serie de ciencia ficción Babylon 5 creada por J. Michael Straczynski. La novela fue escrita por John Vornholt.

## Argumento
Esta novela transcurre durante la segunda temporada de la serie de televisión Babylon 5 y trata sobre un complot para obligar al Senado de la Tierra a excluir al Cuerpo Psíquico del ejército y  colocarlo bajo el control del sector privado.
Tras un ataque terrorista en un hotel de Marte donde iba a celebrarse una Convención del Cuerpo Psíquico, la convención se traslada a Babylon 5 y Talia Winters pasa a encargarse de la coordinación del evento. Aunque tener a tantos telépatas en B5 no sienta bien a Michael Garibaldi y Susan Ivanova, procuran atender a los delegados de la convención bajo la atenta mirada del señor Bester.
Tras otro atentado, y un intento de asesinar a Bester, arrestan a Talia Winters como principal sospechosa del atentado. Con la ayuda del Embajador Kosh, Talia huye a la Tierra perseguida por Garibaldi y el Investigador del Cuerpo Psíquico, el Señor Gray. Durante su búsqueda, Garibaldi y Gray descubren un complot para reemplazar a los controladores militares del Cuerpo Psíquico y descubren la identidad de los auténticos terroristas.
Durante una confrontación final en Marte, Garibaldi, Bester, Gray y Talia, ayudados por el movimiento de resistencia Marte Libre, logran exponer al cerebro del complot.
Con un poco de persuasión por parte de Garibaldi, Bester accede a sacar a Talia de la lista de telepatas renegados. Garibaldi regresa a B5 y Talia reflexiona sobre su futura posible relación con el señor Garibaldi.